# Utgard
 (juillet 2009).
Si vous disposez d'ouvrages ou d'articles de référence ou si vous connaissez des sites web de qualité traitant du thème abordé ici, merci de compléter l'article en donnant les références utiles à sa vérifiabilité et en les liant à la section « Notes et références ».
Pour l’article homonyme, voir Utgard (cratère).
Dans la mythologie nordique, Utgard, « le lieu extérieur », est l'énorme forteresse des géants à Jötunheim. Cette citadelle était faite de blocs de neige et de glaçons scintillants. Le maître des lieux se nomme Utgargloki (= Loki de l'enceinte extérieure).

Une saga narre le voyage de Thor vers ses plus cuisantes défaites.
Lors d'un voyage au pays des géants, Thor, Loki, Thialfi (et parfois Roskva) s'endormirent un jour dans une étrange caverne, elle s'avéra être en fait le gant d'un géant : Skrymir, « immense » et endormi. Lorsque ce dernier se réveille, Thor, pour la première fois de son existence, ne se montre pas agressif avec ce troll. Ensemble, ils voyageront quelque temps. Durant ce voyage, Skyrmir proposera à Thor un défi : celui d'ouvrir son sac de nourriture.
Thor n'y parviendra point. Une nuit, alors que le géant dort, Thor le frappe par trois fois à la tête avec Mjollnir, Skrymir se réveilla pensant qu'un gland lui était tombé sur le front. Pour la première fois de sa vie, Thor doute et semble avoir peur.
Skrymir leur proposa de leur montrer une voie vers Utgardloki, mais il les met en garde également avant de continuer son chemin.
Ils seront accueillis par Utgardloki qui leur offre l'hospitalité. Le roi des géants a bien évidemment reconnu le dieu du tonnerre et ses compagnons ; il va leur proposer à chacun des épreuves contre des géants. Les trois aventuriers acceptent, Thor ayant soif de revanche.
- Loki participa à un concours de nourriture, le vainqueur serait celui qui mangerait le plus rapidement son repas. Pour Loki, le défi était censé être aisé au vu de son appétit, néanmoins il perdit, son adversaire ayant même le temps de manger couverts et assiette ! La défaite était garantie car son adversaire est Logi, ce qui signifie le feu qui dévore tout...
-Thialfi, réputé être le plus rapide coureur du pays, fut battu à la course par Hugi, qui se révéla être la propre pensée d'Utgardloki.
-Thor participa à trois épreuves. Dans la première, il devait boire plus rapidement que son adversaire sa corne remplie de bière. Ce qu'il ne savait pas, c'est que la corne était reliée à la mer, Thor tentera par trois fois de la finir, sans succès (il fera néanmoins descendre le niveau de la mer et créera ainsi le phénomène des marées)
Thor fut battu  ensuite à la lutte par une grand-mère (cette dernière représentait la vieillesse et par extension la mort inéluctable pour les mortels dont les ases font partie). 
Face à cette dernière Thor posa un genou au sol...
Puis il ne parvint pas à soulever le chat que lui désignait le géant (qui se trouvait être Jormungand, le serpent géant, son ennemi juré, mais il y parvint presque).
Thor et ses compagnons étaient dépités et ne savaient comment réagir face à cette terrible humiliation. Lors de leur départ Utgarloki les accompagna jusqu'à la sortie et lorsque les trois compagnons eurent quitté son domaine, il leur révéla les supercheries : tout n'était qu'illusions et magie (Skyrmir est Utgardloki). Sans cela, ils auraient été tous détruits par cet incroyable Thor. Le roi leur confie même que tous les géants ont eu peur lors des trois épreuves que ce dernier a affronté... Il leur dit également qu'il utilisera dorénavant la même magie pour protéger "sa forteresse" de Thor et que ce dernier ne pourra les retrouver.
Thor lui envoie alors Mjollnir mais le roi et la forteresse disparaissent. Thor repart donc en colère (il essayera d'effacer cette défaite en tentant de tuer Jormungand).

## La philosophie de cette saga
On doit comprendre dans ce mythe que la force pure n'est d'aucune utilité face à l'intelligence et la magie.
De plus le nom du roi est une référence directe à Loki, ce sont les prémices du Ragnarok et du crépuscule des Dieux.
Ce mythe décrit aussi une des seules défaites de Thor, l'autre, il la connaîtra face à Odin (déguisé en batelier) toujours dans le domaine intellectuel. 